# Kornspekulanten
Kornspekulanten er en stumfilm instrueret af Vilhelm Glückstadt.